# Heteropoda rufognatha
Heteropoda rufognatha är en spindelart som beskrevs av Embrik Strand 1907. Heteropoda rufognatha ingår i släktet Heteropoda och familjen jättekrabbspindlar. Inga underarter finns listade i Catalogue of Life.